# Verbascum alepense
Verbascum alepense är en flenörtsväxtart som beskrevs av George Bentham. Verbascum alepense ingår i släktet kungsljus, och familjen flenörtsväxter. Inga underarter finns listade i Catalogue of Life.